# Vizitator neașteptat
Vizitator neașteptat sau Sosire neașteptată (în rusă Не ждали) este un tablou pictat în ulei pe pânză în perioada 1884-1888, de către pictorul și sculptorul realist rus Ilia Repin. 

## Descriere
Pictura prezintă revenirea neașteptată a unui exilat politic din Siberia. În camera de zi dotată cu un pian, o masă, câteva scaune și tablouri pe pereți intră un bărbat. Îmbrăcat într-un șorț, servitoarea deschide larg ușa camerei de zi, permițându-i bărbatului să intre și așteaptă în ușă să vadă reacția de surpriză pe fața celor din cameră. 
Bărbatul este îmbrăcat într-o haină uzată, veche țărănească și cizme rupte, ținând o pălărie în mână. 
În prim-plan se află o femeie în vârstă, mama exilatului, îmbrăcate în haine negre de doliu, care la vederea fiului se ridică de pe scaun și îl privește șocată, cu ochii holbați nereușind să spună niciun cuvânt.
Femeia aflată la pian (soția) îl privește cu bucurie. 
Băiatul lui îl recunoaște, pe fața lui se poate citi bucuria, dar pe fața fetiței se citește neîncrederea, nu-și dă seama cine a intrat în cameră.

## Istoric

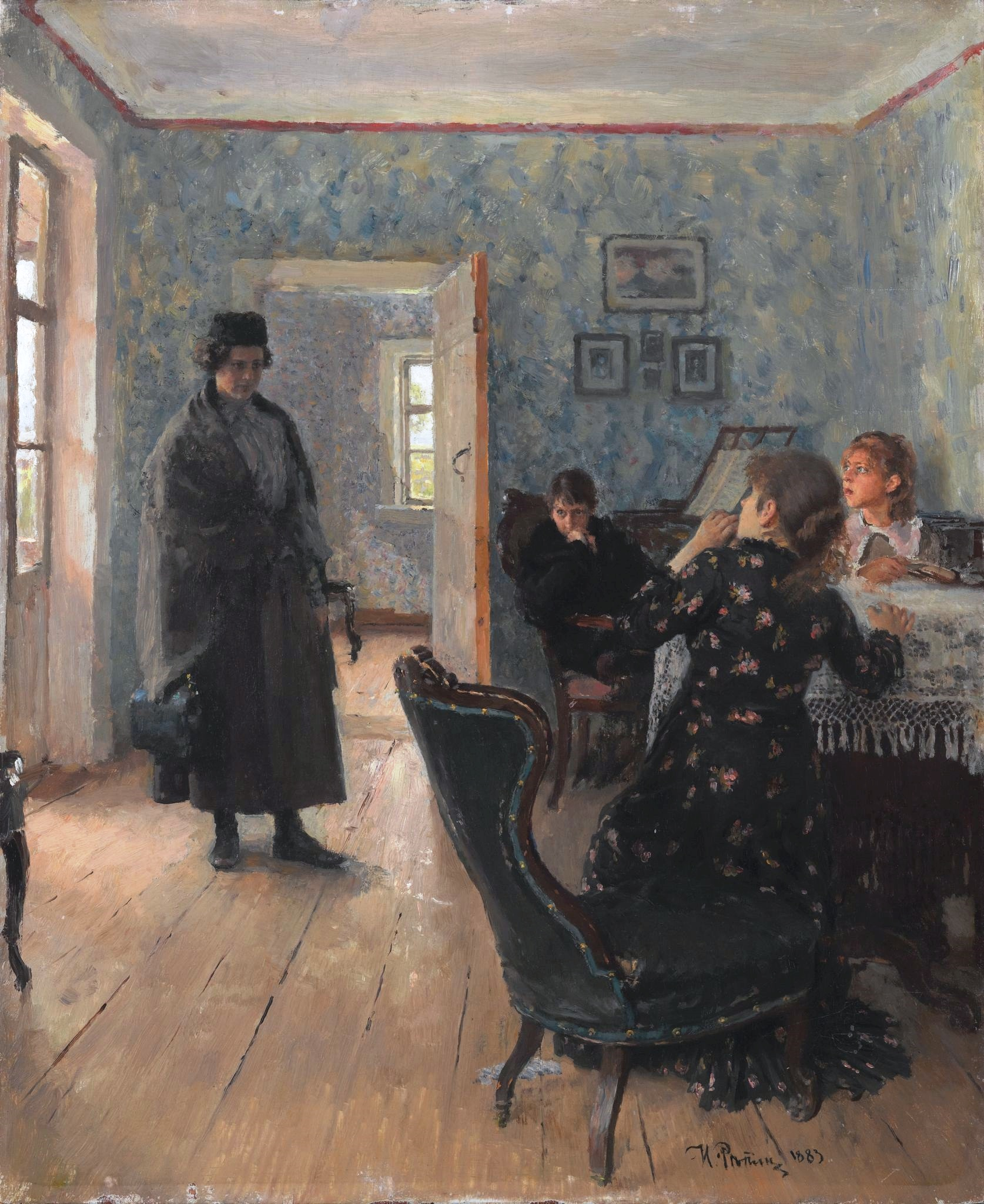
Prima versiune a picturii în care cel care soseşte este o femeie

Pictura a fost prezentată la o expoziție în 1884 la Sankt-Petersburg.
La început Pavel Tretiakov nu a fost interesat de tablou, spunând că, deși pictura are mai multe calități, tratează un subiect care pe el nu-l interesează, dar se pare că are succes la public. După aceasta pictura a fost expusă în mai multe orașe ale Rusiei. La sfârșitul turneului  Tretiakov în cele din urmă l-a invitat pe artist să-i cumpere pictura. Repin a mai făcut câteva modificări ale expresiilor feței bărbatului, mamei și soției.  